# Jeozadaque
Jeozadaque ou Jozadaque, ou ainda Josedeque, é um homem mencionado na Bíblia Hebraica, filho do sumo sacerdote Seraías e pai do sumo sacerdote Jesua.
Quando seu pai foi morto em Ribla por ordem de Nabucodonosor II (r. 605–562 a.C.), Jeozadaque foi levado cativo para Babilônia. Ele mesmo provavelmente nunca alcançou o sumo sacerdócio, mas foi o pai de Jesua, o sumo sacerdote, e antepassado de todos os seus sucessores até o pontificado de Alcimo.